# Cyrille Verdeaux
Cyrille Verdeaux (Parijs, 31 juli 1949) is een Frans toetsenist.

## Biografie
Al op jeugdige leeftijd (14) ging hij studeren aan het conservatorium in Parijs, maar raakte betrokken bij de studentenrellen in 1968 in die stad en werd weggezonden. Aan het conservatorium studeerde hij compositie, harmonieleer en piano. Hij zette zijn studies voort aan het Conservatorium in Nice alwaar hij afstudeerde en ook zijn eerste band startte: Babylone. Mede-oprichter was Christian Boule.
In 1975 volgde zijn eerste album, Clearlight Symphony, een album vol progressieve rock gebaseerd op klassieke muziek, dat een van de weinige internationaal verkochte albums is uit Frankrijk in die stijl. Dat was voornamelijk te danken aan het feit dat het grotendeels in Engeland was opgenomen en werd uitgegeven door Virgin Records. Het album vermeldde geen musici, derhalve werd de groepsnaam Clearlight. Clearlight toerde vervolgens met Gong. In 1976 volgde al snel een tweede album Forever Blowing Bubbles, dat ook meer richting de muziek van Gong ging. Verdeaux componeerde vervolgens de filmmuziek bij Visa de Censure (regie: Pierre Clementi). Vervolgens kwam een soundtrack getiteld Delired Cameleon Family, een artfilm, die aangeschaft werd door het Franse Museum voor Moderne Kunsten.
Weer meer richting Gong was het derde album Les contes du singe fou, dat verscheen op RCA Victor; een van de medemusici is Didier Lockwood (viool). De muziek begint psychedelische invloeden te krijgen. In tegenstelling tot Gong, dat jarenlang aan Virgin verbonden bleef, kwam het vierde album, Visions, bij een ander platenlabel uit; ditmaal verzorgde Polydor de distributie. Clearlight ging opnieuw op tournee door Europa. 
Later dan anderen in de popmuziek en gestimuleerd door het overlijden van zijn vierjarig zoontje zocht Verdeaux verlichting in India. Deze trektocht had zijn weerslag op zijn leven en dus ook op zijn muziek. De naam Clearlight verdween en albums verschenen onder zijn eigen naam. Vervolgens wisselde Verdeaux per album van musici en kwamen de albums vlot van zijn hand, doch hij raakte in de vergetelheid, mede veroorzaakt door het feit dat de wereld van de popmuziek inmiddels overstroomd was door de punk. Zijn albums verschenen dan vaak alleen nog op muziekcassette, de “redder” van de progressieve rock in de jaren 80. Messenger werd nog uitgegeven door een sublabel van CBS Records, (Catero Records), dat al snel failliet ging. Een album volgde voor het Windham Hill Records-label, gespecialiseerd in new agemuziek.
In 1988 pakte Verdeaux in Frankrijk de draad weer op en kwam met Rhapsodie; in 1990 kwam de naam Clearlight weer even boven in een herbewerking van zijn eerste album. In 1994 vertrok Verdeaux naar Santa Cruz (Californië) en maakt daar een Engelstalige versie van Les contes: In Your Hands. Daarna was de inspiratie kennelijk op, want er verscheen nog maar mondjesmaat een album. De laatste jaren is op muzikaal gebied weinig meer vernomen van deze excentrieke figuur uit de Franse muziek. Zijn belangrijkste muziekalbums zijn die onder de naam Clearlight. In 2014 verscheen als donderslag bij heldere hemel Impressionist symphony; Verdeaux leefde toen in Brazilië.

## Discografie

### Clearlight
- 1974: Clearlight symphony
- 1975: Forever blowing bubbles
- 1975: Delired camelon family
- 1977: Les contes du singe fou
- 1978: Visions
- 1993: Clearlight symphony II
- 1995: In your hands
- 2003: Infinite symphony
- 2014: Impressionist symphony

### Eigen naam
- 1980: Offrandes
- 1980: Nocturnes digitales
- 1981: Prophecy
- 1981: Moebius
- 1982: Shambala
- 1983: Flowers from Heaven
- 1983: Piano for the Third Ear
- 1983: Messenger of the Sun
- 1984: Journey to Tantraland
- 1988: Piano sampler
- 1989: Rhapsodies pour la planète bleue
- 1996: In the Land of the Mantra
- 1998: Tribal Hybrid Concept
- 1998: Ethnicolor's
- 1999: Aerobix
- ? Impressionist Visions
- 2004: Solar Transfusion
- 2004: Kundalini Opera (7 CD)

Chakra 1: Ethnicolor's ·
Chakra 2: Journey to Tantraland ·
Chakra 3: Solar Transfusion ·
Chakra 4: Flowers from Heaven ·
Chakra 5: Rhapsodies pour la planète bleue ·
Chakra 6: Piano for the Third Ear ·
Chakra 7: Nocturnes digitales
- Biblioteca Nacional de España: XX5262359
- Bibliothèque nationale de France: cb13928018j (data)
- Gemeinsame Normdatei: 134546547
- International Standard Name Identifier: 0000 0001 1445 3578
- Library of Congress Control Number: n96019100
- MusicBrainz: e418405b-9f6d-458d-aabc-d8420cfb9417
- Virtual International Authority File: 59272091
- WorldCat: E39PBJrRhQtKY3BFcYQMVty8G3